# Jeff Blue
Jeef Blue (21 de novembro de 1967) é um produtor musical, A&R, executivo, compositor premiado, músico e advogado que se encontra atualmente como consultor em A&E para a Atlantic Records.